# Корейци
Корейците са народ, основно население на Северна и Южна Корея, населяващи предимно Корейския полуостров. Корейците са едно етническо семейство, което говори един език. Определени физически черти ги отличават от другите азиатски народи, включително от китайците и японците. Като едно етническо семейство ги определя силната им културна идентичност. Най-голямата корейска общност извън Корейския полуостров е в Народна република Китай, където са една от 56-те признати народности.

## История
Смята се, че днешните корейци са потомци на монголски племена, които се преселват на Корейския полуостров от Централна Азия през неолитната (5000 – 1000 г. пр.н.е.) и бронзовата епоха (1000 – 300 г. пр.н.е.) В началото на нашата ера корейците вече са хомогенен народ, въпреки че държавата им политически не се обединява до началото на VII в.

## Култура
Корейците в Северна Корея и Южна Корея споделят общо културно наследство, но политическото разделение след 1945 г. е довело до различия в съвременната култура.